# Begin To Breath
Begin To Breath는 이루의 데뷔 음반으로, 2005년 가을 대한민국에서 발매되었다. 발라드 곡 "다시 태어나도"가 첫 싱글이다. "미안해"가 그 다음 싱글이다.

## 곡 목록
1. 다시 태어나도 ("If I Was Reborn")
2. 미안해 ("Sorry")
3. 숨은 추억 찾기 ("Finding Lost Memories")
4. 어떡해 ("What Do I Do?")
5. 말해요 ("Speak")
6. 내가 닮은 사람 ("The Similar Person")
7. 돌아갈 수 만 있다면 ("If I Could Go Back")
8. Life
9. 모르잖아요 ("You Don't Know")
10. 영원 그 다음까지... ("Until Forever After")
11. 내내 ("My My")